# Ектор Селада
Е́ктор Села́да (ісп. Héctor Zelada, нар. 30 квітня 1957) — аргентинський футболіст, що грав на позиції воротаря.
Виступав, зокрема, за клуби «Росаріо Сентраль» та «Америка», а також національну збірну Аргентини.
Дворазовий чемпіон Мексики. володар Кубка чемпіонів КОНКАКАФ. У складі збірної — чемпіон світу.

## Клубна кар'єра
У дорослому футболі дебютував 1975 року виступами за команду клубу «Росаріо Сентраль», в якій провів чотири сезони, взявши участь у 92 матчах чемпіонату. Більшість часу, проведеного у складі «Росаріо Сентраль», був основним голкіпером команди. Відзначався досить високою надійністю, пропускаючи в іграх чемпіонату в середньому менше одного голу за матч.
Своєю грою за цю команду привернув увагу представників тренерського штабу клубу «Америка», до складу якого приєднався 1979 року. Відіграв за команду з Мехіко наступні вісім сезонів своєї ігрової кар'єри. Граючи у складі «Америки» також здебільшого виходив на поле в основному складі команди. В матчах за клуб «Америка» (Мехіко) також не дозволяв суперникам забивати у свої ворота в середньому більше одного голу за гру.
Завершив професійну ігрову кар'єру у клубі «Атланте», за команду якого виступав протягом 1988 року.

## Виступи за збірну
У 1986 році залучався до складу національної збірної Аргентини, проте жодного разу на поле у складі збірної не виходив, залишаючись резервним голкіпером.
У складі збірної був учасником чемпіонату світу 1986 року у Мексиці, здобувши того року титул чемпіона світу.

## Титули і досягнення
- Чемпіон Мексики (2):

«Америка»: 1984, 1985
- володар Кубка чемпіонів КОНКАКАФ (1):

«Америка»: 1987
- Чемпіон світу (1): 1986